# يولس (تكساس)
يولس (بالإنجليزية: Euless)‏ هي مدينة أمريكية تقع في ولاية تكساس.تبلغ مساحة هذه المدينة 42.1 (كم²)،ويبلغ عدد سكانها 51277 نسمة حسب إحصاء سنة 2010 م.

## أعلام
- روبرت غريفين
- دياني هنري
- لين إليوت
- ديفيد ألين
- سارة شاهي